# DN39E
DN39E este un drum național care face legătura între DN39 la ieșirea din Constanța și comuna Cumpăna. E fostul traseu al lui DN38, care a fost întrerupt la Cumpăna de Canalul Dunăre - Marea Neagră.